# Quadrophenia (soundtrack)
Quadrophenia je soundtrack k filmu Quadrophenia (1979), který je inspirován rockovou operou Quadrophenia (1973) od The Who.

## Seznam skladeb
Strana 1
1. „I Am the Sea“ – 2:03
2. „The Real Me“ – 3:28
3. „I'm One“ – 2:40
4. „5:15“ – 4:50
5. „Love Reign O'er Me“ – 5:11

Strana 2
1. „Bell Boy“ – 4:55
2. „I've Had Enough“ – 6:11
3. „Helpless Dancer“ – 0:22
4. „Doctor Jimmy“ – 7:31

Strana 3
1. „Zoot Suit“ (The High Numbers) – 2:00
2. „Hi-Heel Sneakers“ (Cross Section) – 2:46
3. „Get Out and Stay Out“ – 2:26
4. „Four Faces“ – 3:20
5. „Joker James“ – 3:13
6. „The Punk and the Godfather“ – 5:21

Strana 4
1. „Night Train“ (James Brown) – 3:38
2. „Louie Louie“ (The Kingsmen) – 2:41
3. „Green Onions“ (Booker T. & the M.G.'s) – 2:46
4. „Rhythm of the Rain“ (The Cascades) – 2:28
5. „He's So Fine“ (The Chiffons) – 1:52
6. „Be My Baby“ (The Ronettes) – 2:30
7. „Da Doo Ron Ron“ (The Crystals) – 2:09